# Злочини над Србима на Косову и Метохији (1998—1999)
Злочини над Србима на Косову и Метохији представљају ратне злочине и злочине против човечности, који су почињени над српским становништвом од стране припадника Ослободилачке војске Косова током рата на Косову и Метохији 1998. и 1999. године. 
Према подацима Удружења киднапованих и несталих лица на Косову и Метохији из 2018. године, 572 лица се и даље води као нестало.

## Киднаповања и убиства
Према подацима Хјуман рајтс воча, током 1998. године је киднаповано 97 Срба на Косову и Метохији.
Рудар Жарко Спасић је отет 14. маја 1998. године од стране припадника ОВК. Месец дана касније је телефонирао брату и саопштио му да га држе као таоца ради размене за заробљене припаднике ОВК из Дренице. Након тога, породица више никада није ступила са њим у контакт и његова судбина је остала непозната до данас. Спасић је први отети српски цивил на Косову и Метохији.

### Страдања свештеника Српске православне цркве

#### Свети мученик Харитон Архангелски
Монах Харитон из манастира Светих Архангела код Призрена, отет је 15. јуна 1999. године на очиглед припадника КФОР-а. Његово обезглављено тело у монашкој мантији је пронађено тек 8. августа 2000. године у необележеном гробу у селу Тусус код Призрена. Обдукција је утврдила да је претходно мучен: распорени су му грудни кош и стомак, поломљена му је кичма, неколико ребара и кости леве руке. Глава је вероватно одсечена након смрти.

#### Јеромонах Стефан Пурић
У намери да купи хлеб и нешто хране за народ који се склонио у манастир Будисавци код Пећи, јеромонах Стефан Пурић је 19. јуна 1999. године изашао из манастира и кренуо до продавнице. Заједно са њим, пошао је и локални учитељ Вујадин Вујић, како би му правио друштво.
Недалеко од манастира, пресрела их је и отела група припадника ОВК. Њихова судбина је до данас остала непозната.

## Масакри над цивилима

### Масакр у Клечки
Припадници ОВК су 11. јула 1998. године, отели Југослава Крстића на његовом радном месту у околини Ораховца. Током напада на Ораховац од 17. до 20. јула 1998. године, као и нападима у одступању на Ретимље, Оптерушу, Зочиште и Велику Хочу, припадници ОВК су отели преко 110 цивила српске националности.
Пошто су након интервенције Црвеног крста пуштени жене и деца, остало је 45 отетих. Они су пребачени у Малишево, родно место браће Љуана и Бекима Мазрекуа (виновника овог масакра), а потом у село Клечка код Липљана. Тамо су најпре стрељани, појединачно или групно, а потом спаљени у пећи за креч. Припадници МУП-а Србије су 27. августа 1998. године пронашли крематоријум са неколико делимично спаљених лешева.
Кристофер Хил, специјални изасланик председника САД за СР Југославију, осудио је овај злочин.

#### Суђење
На суђену пред Окружним судом у Приштини, Беким Мазреку је изјавио да је масакр наредио Фатмир Лимај, који је са својим паравојницима силовао три девојке.

### Масакр на Радоњићком језеру
Након што је Војска Југославије у селима Прилеп, Рзнић и Глођане, у околини Радоњићког језера, заробила и убила неколико десетина припадника ОВК, дошло је до одмазде 9. септембра 1998. године. Тада су припадници ОВК масакрирали 37 цивила, од којих је свега 22 идентификовано. Међу идентификованима је 6 Срба и 4 Српкиње, 5 Албанаца и 3 Албанке, двоје Ашкалија и један Египћанин. Најмлађа жртва је имала 11 година.

### Убиство српских жетелаца
Дана 23. јула 1999. године, група жетелаца српске националности из Старог Грацког пошли у село Бујанце, ради жетве. Претходно су затражили заштиту КФОР-а за време рада у пољима, али су одбијени.
Жетеоци су опкољени и убијени из заседе, а нису пружили никакав отпор. Поједина тела, која су вероватно још давала знаке живота, унакажена су тупим предметима.ма.
Убијени су Милован Јовановић, Јовица и Раде Живић, Андрија Одаловић, Слободан, Миле, Новица и Момир Јанићијевић, Станимир и Боско Декић, Саша и Љубиша Цвејић, Никола Стојановић и Миодраг Тепсић. Најмлађи је имао 18 година.
Шеф УНМИК-а Бернар Кушнер је обећао да ће злочинци бити пронађени и јавно понудио милион немачких марака као награду ономе ко открије учиниоце. Главни тужилац Хашког трибунала Луиз Арбар је најавила истрагу. Октобра 2007. године, ухапшен је Мазљум Битићи, под оптужбом да је учествовао у овом злочину. Пуштен је након два месеца, тако да за овај злочин нико није одговарао.

## Масовне гробнице
Волујак (29) и Малишево (13).

## Етничко чишћење
Процењује се да је Косово и Метохију напустило 187.129 лица српске и неалбанске националности.

### Табеларни приказ
| Место    | 1981   | 2011 |
| -------- | ------ | ---- |
| Вучитрн  | 1.046  | 384  |
| Ђаковица | 1.731  | 17   |
| Клина    | 6.829  | 98   |
| Липљан   | 3.154  | 452  |
| Обилић   | 2.828  | 0    |
| Пећ      | 7.995  | 332  |
| Призрен  | 10.950 | 237  |
| Приштина | 16.898 | 430  |